# Obroża (film)
Obroża (ang. Wedlock) – amerykański film akcji z 1991 w reżyserii Lewisa Teague'a. W głównej roli wystąpił Rutger Hauer.

## Obsada
- Rutger Hauer - Frank Warren
- Mimi Rogers - Tracy Riggs
- Joan Chen - Noelle
- James Remar - Sam
- Stephen Tobolowsky - Warden Holliday, naczelnik więzienia
- Basil Wallace - Emerald ("Szmaragdowy")
- Glenn Plummer - Teal ("Morski")
- Denis Forest - Puce ("Czerwonobrązowy")
- Grand L. Bush - Jasper

i inni...

## Fabuła
Akcja rozgrywa się w bliżej nieokreślonej przyszłości. Frank Warren, zdolny elektronik, dokonuje wraz z ukochaną Noelle i przyjacielem Samem kradzieży wartych miliony diamentów. Po napadzie przezornie ukrywa łup. Okazuje się, że zostaje zdradzony przez wspólników i trafia do nowoczesnego więzienia, gdzie nie ma krat ani ogrodzeń. Więźniowie mają na szyi elektroniczną obrożę, która powiązana jest z obrożą innego więźnia, przy czym nie wiadomo, które urządzenia stanowią "parę". Jeśli dwie powiązane obroże oddalą się od siebie na więcej niż 100 jardów, wybuchają, zabijając obu skazańców. Współpracujący z Noelle i Samem skorumpowany naczelnik więzienia próbuje wydobyć od Franka informacje gdzie ukrył diamenty. Jednak on pomimo upokorzeń pozostaje nieugięty. Tracy, jedna z więźniarek odkrywa, że jej obroża stanowi "parę" z obrożą Franka. Przy nadarzającej się okazji oboje uciekają.